# رکانژ-سور-مس
رکانژ-سور-مس (به لوکزامبورگی: Reckeng op der Mess) یک شهرداری در استان اش-سور-الزت کشور لوکزامبورگ است که ۲۰٫۴۲ کیلومترمربع مساحت دارد و جمعیت آن در سال ۲۰۰۹ میلادی ۲۱۳۰ نفر بوده‌است.